# Severni Ciper
Turška republika Severni Ciper (turško Kuzey Kıbrıs Türk Cumhuriyeti; pogovorno Severni Ciper) je de facto neodvisna republika, ki leži na severu ciprskega otoka. Severni Ciper je razglasil neodvisnost leta 1983, 9 let potem, ko je grško-ciprsko strmoglavljenje vlade, ki je poskušalo otok priključiti Grčiji, povzročilo turški vdor na Ciper. Diplomatsko priznanje je prejel le od Turčije, od katere je ekonomsko, politično in vojaško odvisen. Vsa ostala mednarodna skupnost, vključno z Združenimi narodi in Evropsko unijo, priznavajo suverenost Republike Ciper čez ves otok.

## Zgodovina

### 1960–1974
Združeni Ciper je pridobil neodvisnost od britanske vladavine avgusta 1960, potem ko so se grški in turški Ciprčani strinjali, da bodo opustili svoje načrte za enosis (unijo z Grčijo) in taksim (turško za »razdelitev«). Sporazum je vključeval, da bo Ciper voden v skladu z ustavo, ki je razdelila delovna mesta v kabinetu, parlamentarne sedeže in službe v javnih uslužbencih v dogovorjenem razmerju med obema skupnostma. V treh letih so se začele kazati napetosti med ciprskimi Grki in ciprskimi Turki v upravnih zadevah. Zlasti spori glede ločenih občin in obdavčevanja so povzročili zastoj v vladi. Leta 1963 je predsednik Makarios III. predlagal enostranske spremembe ustave s 13 amandmaji. Turčija in ciprski Turki so zavrnili predlagane spremembe, češ da gre za poskus reševanja ustavnih sporov v korist ciprskih Grkov in za znižanje statusa Turkov s soustanoviteljev države na status manjšine, s čimer bi odstranili njihov ustavni status. Ciprski Turki so proti 13 amandmajem vložili tožbo na Vrhovnem ustavnem sodišču Cipra (SCCC). Makarios je napovedal, da ne bo upošteval odločitve SCCC, kakršna koli že bo, in zagovarjal svoje spremembe kot potrebne »za rešitev ustavnih zastojev« v nasprotju s stališčem SCCC.
25. aprila 1963 je SCCC odločil, da je Makariosovih 13 amandmajev nezakonitih. Sodba ciprskega vrhovnega sodišča je ugotovila, da je Makarios kršil ustavo, ker ni v celoti izvajal njenih ukrepov, in da ciprskim Turkom ni bilo dovoljeno vrniti se na svoje položaje v vladi, ne da bi prej sprejeli predlagane ustavne spremembe. 21. maja je predsednik SCCC zaradi Makariosovega stališča odstopil. 15. julija Makarios ni upošteval odločitve SCCC. Po odstopu predsednika ZKZS je ZZZS prenehala obstajati. Vrhovno sodišče Cipra (SCC) je bilo ustanovljeno z združitvijo SCCC in višjega sodišča Cipra ter je prevzelo pristojnosti in pooblastila SCCC in HCC. 30. novembra je Makarios legaliziral 13 amandmajev. Leta 1963 je ciprsko grško krilo vlade ustvarilo načrt Akritas, ki je začrtal politiko, ki bi ciprske Turke odstranila iz vlade in na koncu vodila do unije z Grčijo. V načrtu je bilo zapisano, da če bi ciprski Turki ugovarjali, jih je treba »nasilno podjarmiti, preden bi lahko posredovale tuje sile«.
21. decembra 1963 so streljali na množico ciprskih Turkov, ki se je zbrala, ko je grška policijska patrulja ustavila dva ciprska Turka, češ da zahtevata identifikacijo; dva ciprska Turka sta bila ubita. Skoraj takoj je izbruhnilo nasilje med skupnostmi z velikim napadom paravojaške enote ciprskih Grkov na ciprske Turke v Nikoziji in Larnaki. Čeprav je TMT – turška odporniška skupina, ustanovljena leta 1959 za promocijo politike taksim (razdelitev ali delitev Cipra), v nasprotju z grško ciprsko nacionalistično skupino EOKA in njenim zagovarjanjem enosis (združitve Cipra z Grčijo) – zagrešila številne povračilnih dejanj; zgodovinar ciprskega konflikta Keith Kyle je opozoril, da »ni dvoma, da so bile glavne žrtve številnih incidentov, ki so se zgodili v naslednjih nekaj mesecih, Turki«. Iz severnega predmestja Nikozije so odpeljali sedemsto turških talcev, vključno z otroki. Nikos Sampson, nacionalist in bodoči vodja državnega udara, je vodil skupino grško-ciprskih iregularnih enot v mešano predmestje Omorphita/Küçük Kaymaklı in napadel ciprsko turško prebivalstvo. Do konca leta 1964 je bilo ubitih 364 ciprskih Turkov in 174 ciprskih Grkov.
Turško-ciprski člani vlade so se do zdaj umaknili in ustvarili v bistvu grško-ciprsko upravo, ki nadzoruje vse državne institucije. Po razpadu partnerske vlade je bila uprava pod vodstvom ciprskih Grkov priznana kot legitimna vlada Republike Ciper na stopnji razprav v New Yorku februarja 1964. Septembra 1964 je takratni generalni sekretar Združenih narodov U Tant poročal, da je »UNFICYP izvedla podrobno raziskavo vse škode na lastnini po vsem otoku med nemiri; kaže, da je v 109 vaseh, večina turško-ciprskih ali mešanih vasi 527 hiš je bilo uničenih, medtem ko je 2000 drugih utrpelo škodo zaradi plenjenja«. Zaradi obsežnega plenjenja vasi ciprskih Turkov se je 20.000 beguncev umaknilo v oborožene enklave, kjer so ostali naslednjih 11 let, pri čemer so se za preživetje zanašali na hrano in medicinske zaloge iz Turčije. Turški Ciprčani so ustanovili paravojaške skupine za obrambo enklav, kar je vodilo v postopno delitev otoških skupnosti na dva sovražna tabora. Zaradi nasilja je na tisoče ciprskih Turkov poskušalo ubežati nasilju tako, da so se izselili v Veliko Britanijo, Avstralijo in Turčijo.[26] 28. decembra 1967 je bila ustanovljena začasna uprava ciprskih Turkov.

### 1974–1983
6. julija 1974 je Makarios grško vlado obtožil, da je ciprsko nacionalno gardo spremenila v okupacijsko vojsko. 15. julija 1974 sta grška vojaška hunta in ciprska nacionalna garda podprli grško-ciprski vojaški udar na Cipru. Pro-enosis Nikos Sampson je zamenjal predsednika Makariosa kot novi predsednik. Grški ciprski pučisti so razglasili ustanovitev »Helenske republike Ciper«. Turčija je trdila, da je bil v skladu z jamstveno pogodbo iz leta 1960 državni udar zadosten razlog za vojaško akcijo za zaščito ciprskega prebivalstva Turkov, zato je Turčija 20. julija napadla Ciper. Turške sile so zavzele severne štiri enajstine otoka (približno 36 % celotne površine Cipra). Državni udar je povzročil državljansko vojno, polno etničnega nasilja, po kateri je propadla in Makarios se je vrnil na oblast.
2. avgusta 1975 je bil na pogajanjih na Dunaju podpisan sporazum o izmenjavi prebivalstva med voditelji skupnosti Rauf Denktaş in Glafcos Clerides pod okriljem Združenih narodov. Na podlagi sporazuma je bilo 196.000 ciprskih Grkov, ki so živeli na severu, zamenjanih za 42.000 ciprskih Turkov, ki so živeli na jugu (število naseljencev je bilo sporno). Pravoslavni grški Ciprčani v Rizokarpasu, Agios Andronikos in Agia Triada so se odločili ostati v svojih vaseh, prav tako katoliški maroniti v Asomatosu, Karpasiji in Kormakitisu. Približno 1500 ciprskih Grkov in 500 ciprskih Turkov je še vedno pogrešanih. Invazija je pripeljala do oblikovanja prvega suverenega upravnega organa Severnega Cipra avgusta 1974, avtonomne turške ciprske uprave.
Leta 1975 je bila Turška zvezna država Ciper (Kıbrıs Türk Federe Devleti) razglašena kot prvi korak k prihodnji zvezni ciprski državi, vendar sta jo Republika Ciper in Združeni narodi zavrnili. Po vdoru so Turki naselili celinske naseljence na otok, s čim so prekršili ženevske konvencije, ki prepovedujejo naselitev v okupirane dežele.
Sever je 15. novembra 1983 enostransko razglasil svojo neodvisnost pod imenom Turška republika Severni Ciper. ZN so to zavrnili z resolucijo Varnostnega sveta 541.

### 1983–danes
V zadnjih letih je v otoških zadevah prevladovala politika ponovne združitve. Evropska unija se je leta 2000 odločila sprejeti Ciper kot članico, čeprav je bil razdeljen. To je bilo zaradi njihovega pogleda na Raufa Denktaşa, predsednika ciprskih Turkov, ki se zavzema za neodvisnost, kot glavnega kamna spotike, pa tudi zaradi grožnje Grčije, da bo preprečila širitev EU na vzhod. Upali so, da bo načrtovani pristop Cipra k Evropski uniji deloval kot katalizator k rešitvi. V času, preden je Ciper postal član, je bila v Turčiji izvoljena nova vlada in Rauf Denktaş je izgubil politično oblast na Cipru. Leta 2004 je bila mirovna rešitev, ki so jo posredovali Združeni narodi, na referendumu predstavljena obema stranema. Predlagani poravnavi sta nasprotovala tako predsednik Cipra Tassos Papadopoulos kot predsednik ciprskih Turkov Rauf Denktaş; na referendumu je predlog sprejelo 65 % ciprskih Turkov, 76 % ciprskih Grkov pa ga je zavrnilo. Posledično je Ciper vstopil v Evropsko unijo razdeljen, pri čemer so bili učinki članstva za Severni Ciper suspendirani.
Denktaš je po glasovanju odstopil in za svojega naslednika postavil Mehmeta Ali Talata, ki podpira poravnavo. Vendar pa sta stran, ki je bila naklonjena naselbinam, in Mehmet Ali Talat izgubila zagon zaradi nenehnega embarga in izolacije, kljub obljubam Evropske unije, da bodo to omilili. Posledično je bilo volilno telo Turkov na Cipru razočarano. To je nazadnje privedlo do zmage strani, ki se zavzema za neodvisnost, na splošnih volitvah leta 2009 in njenega kandidata, nekdanjega premierja Dervişa Eroğluja, do zmage na predsedniških volitvah leta 2010. Čeprav Eroğlu in njegova Stranka narodne enotnosti podpirata neodvisnost Severnega Cipra in ne ponovno združitev z Republiko Ciper se pogaja s ciprsko grško stranjo za rešitev ponovne združitve.
Leta 2011 so ciprski Turki protestirali proti gospodarskim reformam, ki sta jih izvedli vlada Severnega Cipra in Turčija; glej demonstracije ciprskih Turkov leta 2011.

## Upravne enote
Severni Ciper je razdeljen na šest okrožij: Lefkoşa, Gazimağusa, Girne, Güzelyurt, İskele in Lefke. Okrožje Lefke je bilo leta 2016 ustanovljeno z ločitvijo od okrožja Güzelyurt. Poleg tega obstaja še dvanajst podokrožij, razdeljenih med pet večjih okrožij in osemindvajset občin.

## Geografija
Severni Ciper ima površino 3355 kvadratnih kilometrov, kar predstavlja približno tretjino otoka. 75 kilometrov severno od severnega Cipra leži Turčija, Sirija leži 97 kilometrov na vzhodu. Leži med 34° in 36° S ter 32° in 35° V zemljepisne dolžine.
Obala severnega Cipra ima dva zaliva: zaliv Morphou in zaliv Famagusta ter štiri rte: rt Apostolos Andreas, rt Kormakitis, rt Zeytin in rt Kasa, pri čemer je rt Apostolos Andreas končna točka polotoka Karpaz. Ozko Kirenijsko pogorje leži vzdolž severne obale in najvišja točka Severnega Cipra, gora Selvili, leži v tem gorovju z nadmorsko višino 1024 metrov.[81] Planota Mesaoria, ki se razteza od okrožja Güzelyurt do vzhodne obale, je še ena opredeljujoča pokrajina. Planoto Mesaoria sestavljajo ravninska polja in majhni grič, prečka pa jih več sezonskih potokov. Vzhodni del planote se uporablja za suho poljedelstvo, kot sta pridelava pšenice in ječmena, zato je pozimi in spomladi pretežno zelena, poleti pa postane rumena in rjava.
56,7 % zemljišč v Severnem Cipru je kmetijsko uporabnih.

### Biodiverziteta
Severni Ciper, razmeroma neokrnjen del žarišča biotske raznovrstnosti Sredozemskega bazena, ima precejšnjo ekološko raznolikost, ki vsebuje različne kopenske habitate. Njegova flora vključuje približno 1900 rastlinskih vrst, od katerih jih je 19 endemičnih za severni Ciper. Celo v urbanih območjih je veliko raznolikosti: študija, izvedena na bregovih reke Pedieos okoli Nikozije, je odkrila več kot 750 različnih rastlinskih vrst. Med temi vrstami je 30 vrst orhidej, ki so endemične za Ciper. Ogrožena vrsta, ki je predmet ljudskih pravljic in mitov, je morska narcisa Pancratium maritimum, ki jo najdemo na peščenih plažah in je ogrožena zaradi motenj v njihovih habitatih.
Ciprski tulipan (Tulipa cypria) je pomembna vrsta, ki je endemična za Severni Ciper; najdemo ga le v vaseh Tepebaşı/Diorios in Avtepe/Ayios Simeon, praznujejo pa ga z letnim festivalom.
V narodnem parku na polotoku Karpas okoli rta Apostolos Andreas živi približno 1000 divjih ciprskih oslov. Ti osli, ki so pod zaščito vlade ciprskih Turkov, se prosto sprehajajo v čredah na območju 300 kvadratnih kilometrov. Osli so si prislužili močno podobo polotoka, ki je tudi dom bogatega živalstva in razmeroma velikih gozdov. Plaže Severnega Cipra vključujejo tudi mesta, kjer na stotine želv glavata kareta (Caretta caretta) in orjaška črepaha (Chelonia mydas) odlaga jajca, ki se izležejo ob koncu poletja, sledijo pa jim opazovalci.

### Podnebje
Zima na Severnem Cipru je hladna in deževna, zlasti med decembrom in februarjem, s 60 % letnih padavin. To deževje povzroči zimske hudournike, ki napolnijo večino rek, ki pa čez leto običajno presahnejo. Znano je, da sneg pada na Kirenijskem pogorju, drugje pa le redko, kljub nizkim nočnim temperaturam. Za kratko pomlad je značilno nestabilno vreme, občasna močna neurja in »meltem« oziroma zahodni veter. Poletje je dovolj vroče in suho, da nižinske površine na otoku obarvajo rjavo. Na nekaterih delih otoka piha "Poyraz", severozahodni veter, ali jugo, veter iz Afrike, ki je suh in prašen. Poletju sledi kratka, burna jesen.
Podnebne razmere na otoku se razlikujejo glede na geografske dejavnike. Planota Mesaoria, ki je odrezana od poletnega vetra in velikega dela morske vlage, lahko doseže temperaturne vrhove od 40 do 45 °C. Vlažnost se poveča na polotoku Karpaz. Vlažnost in temperatura vode, 16 do 28 °C, skupaj stabilizirata obalno vreme, ki ne doživlja ekstremnih razmer v notranjosti. Južno območje blokira zračne tokove, ki prinašajo dež in zračno vlago z jugozahoda, oboje pa se zmanjša na njegovi vzhodni strani.

## Gospodarstvo
V gospodarstvu Severnega Cipra prevladuje storitveni sektor (69 % BDP v letu 2007), ki vključuje javni sektor, trgovino, turizem in izobraževanje. Industrija (lahka predelovalna industrija) prispeva 22 % BDP, kmetijstvo pa 9 %
Severni Ciper je pod mednarodnim embargom, saj je Republika Ciper kot mednarodno priznana oblast razglasila za zaprta letališča in pristanišča na območju, ki ni pod njenim dejanskim nadzorom. Vse države članice ZN razen Turčije spoštujejo zaprtje teh pristanišč in letališč. Posledično je Severni Ciper močno odvisen od turške gospodarske podpore in je še vedno odvisen od denarnih transferjev turške vlade.
Severni Ciper uporablja turško liro kot zakonito plačilno sredstvo namesto evra, kar povezuje njegovo gospodarstvo s turškim. Odkar se je Republika Ciper pridružila evroobmočju in je gibanje ljudi med severom in jugom postalo bolj svobodno, je tudi evro v širokem obtoku. Unija je po Annanovem načrtu obljubila odprtje pristanišč; to je blokirala Republika Ciper in izvoz prek juga, čeprav je tehnično izvedljiv, ostaja nepraktičen.
Leta 2011 je Severni Ciper prodajal elektriko Republiki Ciper po eksploziji na južnem delu otoka, ki je prizadela veliko elektrarno. Projekt oskrbe z vodo Severnega Cipra, zaključen leta 2015, je namenjen dostavi vode za pitje in namakanje iz južne Turčije po cevovodu pod Sredozemskim morjem.
Mednarodni telefonski klici so usmerjeni prek turške klicne kode (+90 392), saj Severni Ciper nima ne lastne kode države ne uradne predpone ITU. Podobno z internetom Severni Ciper nima lastne domene najvišje ravni in je pod turško drugonivojsko domeno .nc.tr. Pošiljke morajo biti naslovljene prek Mersina 10, TURČIJA, saj Svetovna poštna zveza ne priznava Severnega Cipra kot ločene entitete. Radioamaterji včasih uporabljajo klicne znake, ki se začnejo z "1B", vendar ti ne veljajo za nagrade ali druge operativne zasluge.

### Turizem
Turizem velja za enega od gonilnih sektorjev gospodarstva ciprskih Turkov. Država je leta 2012 sprejela več kot 1,1 milijona turistov, ko so hoteli in restavracije ustvarili prihodek v višini 328 milijonov $ in predstavljali 8,5 % BDP. Nastanitve in gostinstvo sta istega leta ustvarila več kot 10.000 delovnih mest. Turistični sektor je v letih 2000 in 2010 doživel velik razvoj, saj se je število turistov več kot podvojilo, povečale so se naložbe in gradnja hotelov; uradne ocene prihodkov iz turizma so bile leta 2013 okoli 700 milijonov ameriških dolarjev, skupna kapaciteta postelj pa je bila ocenjena na okoli 20.000.
Kirenija velja za prestolnico turizma na Severnem Cipru s številnimi hoteli, zabaviščnimi objekti, živahnim nočnim življenjem in nakupovalnimi središči.
Severni Ciper je bil tradicionalno zanimiv za počitnice na plaži, deloma tudi zaradi svojega slovesa neokrnjenega območja. Njegovo blago podnebje, bogata zgodovina in narava so viri privlačnosti. Na Severnem Cipru je bil razvit pomemben sektor ekološkega turizma, saj ga turisti obiščejo zaradi opazovanja ptic, kolesarjenja, sprehodov in opazovanja rož v naravi. Hvalijo ga zaradi njegove relativne varnosti, zlasti zaradi dobre ohranjenosti polotoka Karpaz. Polotok je dom več vrst turizma: gosti turistično območje Bafra kot središče za obiskovalce na plaži, kjer so do leta 2014 zgradili štiri luksuzne in velike hotele, več objektov in redne festivale, ki poudarjajo njegove podeželske lastnosti in prikazujejo lokalne tradicije, oddaljeni naravni park, grad Kantara, ki privablja obiskovalce, in marina, ki je bila zgrajena za sprejem mednarodnih jaht in čolnov, skupaj z velikimi objekti.
Razrasel se je tudi igralniški turizem, ki je postal pomemben prispevek h gospodarstvu na Severnem Cipru. Prvič so igralnice odprli v 1990-ih in od takrat so postale zelo priljubljene med obiskovalci iz Turčije in preostalih delov otoka, kjer so igralnice prepovedane. To je vodilo do ogromnih naložb v sektor igralnic. Vendar pa je bil sektor kritiziran zaradi trditev, da nima koristi za mala in srednje velika podjetja ter lastnike trgovin. »Nočni klubi«, ki so bili ustanovljeni za prostitucijo, privabljajo spolni turizem in industrija je bila opisana kot »civilizirana«, kljub temu, da so spolne delavke opisane kot »ranljive za zlorabo«.